# (37215) 2000 WU131
2000 WU131 (asteroide 37215) é um asteroide da cintura principal. Possui uma excentricidade de 0.07481660 e uma inclinação de 2.35053º.
Este asteroide foi descoberto no dia 20 de novembro de 2000 por LONEOS em Anderson Mesa.